# Вулька-Сомянковська
Вулька-Сомянковська (пол. Wólka Somiankowska) — село в Польщі, у гміні Сомянка Вишковського повіту Мазовецького воєводства.
Населення — 286 осіб (2011).
У 1975-1998 роках село належало до Остроленцького воєводства.

## Демографія
Демографічна структура станом на 31 березня 2011 року:
|          | Загалом | Допрацездатний вік | Працездатний вік | Постпрацездатний вік |
| -------- | ------- | ------------------ | ---------------- | -------------------- |
| Чоловіки | 139     | 28                 | 95               | 16                   |
| Жінки    | 147     | 38                 | 79               | 30                   |
| Разом    | 286     | 66                 | 174              | 46                   |